# Баризон Торхіторіо IV
Баризон Торхіторіо IV (італ. Barisone Torchitorio IV; бл. 1190–1217) — юдик (володар) Кальярського юдикату в 1214—1217 роках (як Торхіторіо IV), юдик Арборейської юдикату у 1214—1217 роках (як Баризон III).

## Життєпис
Походив з династії Лакон-Серра. Син П'єтро I, юдика Арбореї, та Якобини. Народився 1190 року. 1195 року після поразки батька разом з ним потрапив у полон до Вільгельма Салусіо IV, юдика Кальярі. Виховувався при дворі останнього. 1206 року після смерті батька отримав права на Арборею. 1211 році оженився з донькою Вільгельма Салусіо.
У 1214 році після смерті Вільгельма Салусіо IV отримав Кальярський юдикат, а також став співюдиком Арбореї (разом з П'єтро II). Відмовився від політики попередника, спрямованої на об'єднання Арборейського і Кальярського юдикатів в єдину державу.
У 1215 році Кальярі було атаковано Ламберто Вісконті, юдиком Галлури, та Убальдо Вісконті, подестою Пізи. Баризон Торхіторіо IV зазнав поразки й разом з дружиною втік до арборейських володінь. Зрештою мусив укласти з братами Вісконті мирний договір, за яким пізанці отримали пагорб Кастелло поблизу Кальярі, де звели своє укріплення. З цього часу посилюється вплив Вісконті в Кальярському юдикаті. Водночас разом з дружиною приніс оммаж папі римському Іннокентію III. Незабаром визнав сюзеренітет Пізанського архієпископа.
Водночас вимушений був протистояти своєму співюдикові П'єтро II в Арборейському юдикаті. Помер наприкінці 1217 року (за іншими відомостями, у 1218 році), остання письмова згадка припадає на 20 квітня 1217 року. В Кальярському юдикаті йому спадкував син Вільгельм Салусіо V, а в Арборейському — П'єтро II.

## Родина
Дружина — Бенедетта, донька Вільгельма Салусіо IV, юдика Кальярі і Арбореї.
Діти:
- Вільгельм Салусіо (бл. 1214—1254), юдика Кальярі